# Claus Müller-Schönefeld
Claus Joachim Müller-Schönefeld (* 19. Mai 1910 in Charlottenburg; † 31. Mai 1991 in Ahrenshoop) war ein deutscher Maler, Grafiker und Bildhauer.

## Leben
Der Sohn des Berliner Malers Wilhelm Müller-Schönefeld begann sein Berufsleben in den Jahren 1928 bis 1930 mit einer Malerlehre. Es folgten bis 1935 der Besuch der Kunstgewerbeschule Berlin und daran anschließend bis 1939 die Kunsthochschule in Berlin-Charlottenburg mit der Ausbildung zum Maler und Bildhauer u. a. bei Adolf Strübe. Müller-Schönefeld war Mitglied der Reichskammer der bildenden Künste in Berlin. Von 1939 bis 1945 war er als Soldat im Zweiten Weltkrieg und dann bis September 1945 in amerikanischer Gefangenschaft.
Da Müller-Schönefelds Atelier in Berlin bei einem Bombenangriff zerstört worden war, suchte er eine neue Wirkungsstätte. Diese fand er in Pruchten (bei Barth), wo er ab 1946 als Kunsterzieher tätig wurde. In den 1950er Jahren trat er auch dem Verband Bildender Künstler bei. Auf Anraten von Ahrenshooper Künstlerkollegen zog er 1958 mit seiner Familie nach Althagen auf dem Fischland, wo er ein Haus erworben hatte.
In Althagen, seit 1950 zur Gemeinde Ahrenshoop gehörend, arbeitete er dann als freischaffender Künstler, hier entstand der größte Teil seines Schaffens: Stillleben, Landschaften, Porträts und bildhauerische Arbeiten. Müller-Schönefeld pflegte engen Kontakt zu seinen Kollegen wie Theodor Schultze-Jasmer, Georg Hülsse und Doris Oberländer. 1991 verstarb Müller-Schönefeld in Althagen.

## Werke (Auswahl)
- 1951: Aufbau. (Öl) 60 × 70 cm
- 1952: Baustelle. (Öl) 31 × 42 cm
- 1952: Bäuerin. (Kohle) 49 × 32 cm
- 1952: Fischer. (Kohle) 49 × 32 cm[2]
- 1948: Winterliche Lichtung gegen Barth. (Tempera)
- 1950: Pruchten. (Aquarell)
- 1955: Am Fischerplatz. (Aquarell)
- 1955: Steilküste Althagen. (Tempera)
- 1955: Rohrmieten auf Boddenwiesen. (Aquarell/Kohlestift/Papier)

## Ausstellungen (Auswahl)
- 1953: 3. Deutsche Kunstausstellung Dresden, Albertinum
- 1996: Personalausstellung im Kunstkaten Ahrenshoop